# Goupillières (Seine-Maritime)
Goupillières település Franciaországban, Seine-Maritime megyében. Lakosainak száma 434 fő (2022. január 1.). Goupillières Fresquiennes, Pavilly, Sainte-Austreberthe és Sierville községekkel határos.

## Népesség
A település népességének változása:
| Lakosok száma | 416  | 417  | 425  | 417  | 417  | 425  | 417  | 426  | 434  |
|               | 2013 | 2015 | 2016 | 2017 | 2018 | 2019 | 2020 | 2021 | 2022 |